# نيني (لاعب كرة سلة)
نيني (بالبرتغالية: Nenê Hilário) مواليد 13 سبتمبر 1982، هو لاعب كرة سلة برازيلي يلعب مع فريق واشنطن ويزاردز في الرابطة الوطنية لكرة السلة ويحمل الرقم 42. يبلغ طوله 6 قدم 11 بوصة (2.1 م).

## فرق لعب لها
- دنفر ناغتس
- واشنطن ويزاردز

## الميداليات
| الميدالية | المسابقة                             |
| --------- | ------------------------------------ |
| فضية      | بطولة أمم الأمريكتين لكرة السلة 2001 |

## روابط خارجية
- نيني على موقع الاتحاد الدولي لكرة السلة (الإنجليزية)
- نيني على موقع إن بي أي (الإنجليزية)
- نيني على موقع سبورتس رفرنس (الإنجليزية)
- نيني على موقع كرة السلة الأوروبية.كوم (الإنجليزية)
- نيني على موقع إي إس بي إن.كوم (الإنجليزية)
- نيني على موقع ريلجم (الإنجليزية)
- نيني على موقع بروبوليرز (الإنجليزية)
- نيني على موقع سبورتس رفرنس (الإنجليزية)
- نيني على موقع أوليمبيديا (الإنجليزية)
- نيني على موقع اللجنة الأولمبية البرازيلية (البرتغالية)